# Contla de Juan Cuamatzi
Contla de Juan Cuamatzi är en kommun i Mexiko.   Den ligger i delstaten Tlaxcala, i den sydöstra delen av landet, 110 km öster om huvudstaden Mexico City. Antalet invånare är 35 078. Arean är 21,3 kvadratkilometer.
Terrängen i Contla de Juan Cuamatzi är platt åt nordväst, men åt sydost är den kuperad.
Följande samhällen finns i Contla de Juan Cuamatzi:
- San Bernardino Contla
- La Luz Barrio
- Ixtlahuaca
- Santa María Aquiáhuac
- Atlapechco